# Líbano en los Juegos Olímpicos de Albertville 1992
Líbano estuvo representado en los Juegos Olímpicos de Albertville 1992 por cuatro deportistas masculinos que compitieron en esquí alpino.
El equipo olímpico libanés no obtuvo ninguna medalla en estos Juegos.